# Etisalat
La Emirates Telecommunications Corporation, nota anche come Etisalat, è un'azienda multinazionale di telefonia cellulare e fissa con sede ad Abu Dhabi, negli Emirati Arabi Uniti.
Ha partecipazioni in 15 paesi, e conta 135 milioni di clienti al mondo. Nel 2012 è stata nominata società più influente di tutto il Medio Oriente.

## Storia
La Emirates Telecommunication Corporation - Etisalat è stata fondata nel 1976 come società per azioni tra Internazionale AERadio Limited, una società britannica, e partner locali. Nel 1983 la proprietà è cambiata, infatti il governo degli Emirati Arabi Uniti ha tenuto per sé una quota del 60% della società e il restante 40% sono state quotate in borsa.
Nel 1991 il governo degli Emirati Arabi Uniti ha varato la legge federale nº 1, che ha dato la società il diritto di fornire le telecomunicazioni cablate e wireless nel paese e tra Emirati Arabi Uniti e in altri paesi. Inoltre, ha concesso all'azienda il diritto di rilasciare licenze per possedere, l'importazione, la produzione, l'uso o il funzionamento delle apparecchiature di telecomunicazione. Questa pratica ha dato al Etisalat sia poteri normativi e di controllo, che ha completato il monopolio del gigante delle telecomunicazioni negli Emirati Arabi Uniti.
L'aumento delle linee di cambio da 36.000 nel 1976 a oltre 737.000 nel 1998 è stato uno degli indicatori più importanti della crescita e dello sviluppo del Etisalat.
Un traguardo importante è stato l'inizio di operazioni internazionali nel gennaio 2001, quando sotto il marchio di Ufone ha iniziato ad operare fuori da Islamabad.
Etisalat oggi si trova tra i 140 Financial Times Top in tutto il mondo in termini di capitalizzazione di mercato, ed è classificato dalla rivista Medio Oriente la sesta più grande azienda in Medio Oriente in termini di capitalizzazione e ricavi. La Corporation è il maggior contribuente al di fuori del settore petrolifero ai programmi di sviluppo del governo federale degli Emirati Arabi Uniti.

## Paesi in cui opera Etisalat
- Emirati Arabi Uniti
- Libia
- Arabia Saudita
- Pakistan
- Egitto
- Sudan
- Nigeria
- Tanzania
- Indonesia
- Afghanistan
- Iran
- India
- Sri Lanka

## Etisalat UAE
Etisalat negli Emirati Arabi Uniti ha sede ad Abu Dhabi e comprende tre uffici regionali - Abu Dhabi, Dubai, ed Emirati del Nord.
 Regione Abu Dhabi 
Persone chiave:
- Etisalat Presidente: Mohamed Hassan Omran
- Etisalat CEO: Ahmad Abdulkarim Julfar
- Etisalat A / CEO: Nasser Bin Abood
- Senior Vice President Marketing: Khalifa Al Forah Al Shamsi
- Gruppo di Senior Vice President - Corporate Communications: Ahmed Bin Ali

Negli Emirati Arabi Uniti, Etisalat opera dove la penetrazione mobile è già tra i più alti al mondo "200%",
Etisalat divenne noto per il suo impegno la realizzazione delle rete di Fibre-To-The-Home (FTTH) negli Emirati Arabi Uniti. Entro la fine del 2009 Etisalat ha completato la FTTH roll-out per l'85% delle famiglie ad Abu Dhabi, capitale degli Emirati Arabi Uniti.
Diventando il primo al mondo ad essere ricoperto da fibra
L'infrastruttura avanzata permette l'utilizzo delle applicazioni tecnologiche più avanzate per il mercato degli Emirati Arabi Uniti. L'internet ad alta velocità a banda larga consente agli utenti di godere di più applicazioni a banda larga come l'IPTV e il gioco online in un'interfaccia unico integrato per i servizi di rete fissa, Internet e televisione-based, che fornisce una vera esperienza convergente casa digitale ai propri clienti.
Nel dicembre 2020, Etisalat ha affermato la velocità di download 5G più veloce al mondo a 9,1 Gigabit al secondo, una rete che ha iniziato a sviluppare a Dubai dal 2017.
Negli Emirati del Nord il centro regionale ha sede a Sharja e copre il settore delle telecomunicazioni le operazioni negli Emirati di Ajman, Umm Al Quwain, Fujairah e Ras Al Khaimah.